# Rorschachtest

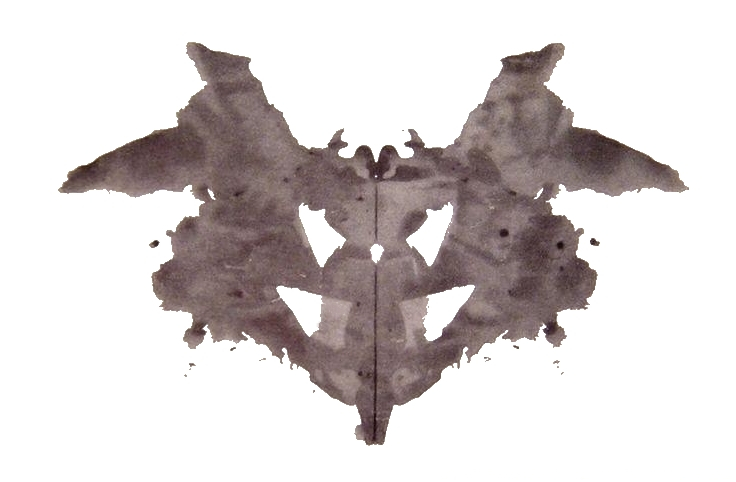
Een van de tien platen uit de rorschachtest

De rorschachtest of rorschach-inktvlekkenmethode (RIM) is een psychologische test die door Hermann Rorschach geïntroduceerd werd in 1921. De test bestaat uit tien kaarten met een abstracte afbeelding. De platen zijn gemaakt door een papier met inktvlekken dubbel te vouwen, zodat er een symmetrische afbeelding ontstaat. 
De test is gebaseerd op de menselijke neiging interpretaties en gevoelens te projecteren op, in dit geval, inktvlekken. Daartoe proberen speciaal opgeleide psychologen aan de hand van de gegeven interpretaties het diepere persoonlijke karaktertrekken en de impulsen van de testpersonen te begrijpen. Rorschach publiceerde de resultaten van zijn studie van 300 patiënten en 100 gezonde testpersonen in "Psychodiagnostik". Sindsdien werd zijn methode als hulpmiddel voor psychologische beoordeling en diagnose gebruikt.
De platen werden geheim gehouden en waren alleen bij de onderzoekers bekend. Zo wilde men voorkomen dat een onderzochte persoon reeds voorkennis had.

## Scoring
De belangrijkste scoringsgcategorieën waarop de duidingen van de rorschachplaten kunnen worden beoordeeld zijn:
- Plaats (welk onderdeel is gebruikt in de duiding; deel, geheel of witte ruimte?)
- Determinanten (wat bracht je op het idee: bijvoorbeeld beweging, kleur, vorm, of schaduwwerking?)
- Vorm
- Inhoud (mens, dier, abstract)
- Populariteit/Originaliteit
- Organisatie en structuur.

Een veelgebruikt scoringssysteem was bedacht door Klopfer en Davidson.
De Amerikaanse psycholoog John Exner ontwierp in 1960 een nieuwe interpretatiemethode van de rorschachtest: het Comprehensive System. In het Comprehensive System wordt de rorschachtest opnieuw een perceptietest en wordt daarmee ook uit eenzijdige psychoanalytische benadering gehaald. Symbolische beschouwingen over de platen en duiding van de inhoud werden vermeden. Een van de uitgangspunten daarbij is immers dat de rorschachtest meer is dan een projectietest. Volgens Exner is de kern van de rorschachtest perceptie, en zelfs meer bepaald misperceptie. Het enige juiste antwoord op de vraag “wat is dit” luidt immers: “een inktvlek”. Het antwoord “vlinder” op de vraag “wat zou dit kunnen zijn?” beschouwt Exner dan ook als een vorm van misperceptie. Slechts als de respons een persoonlijke inbreng heeft (bijvoorbeeld “een vermoeide vlinder”), is er volgens hem sprake van projectie.

## Kritiek

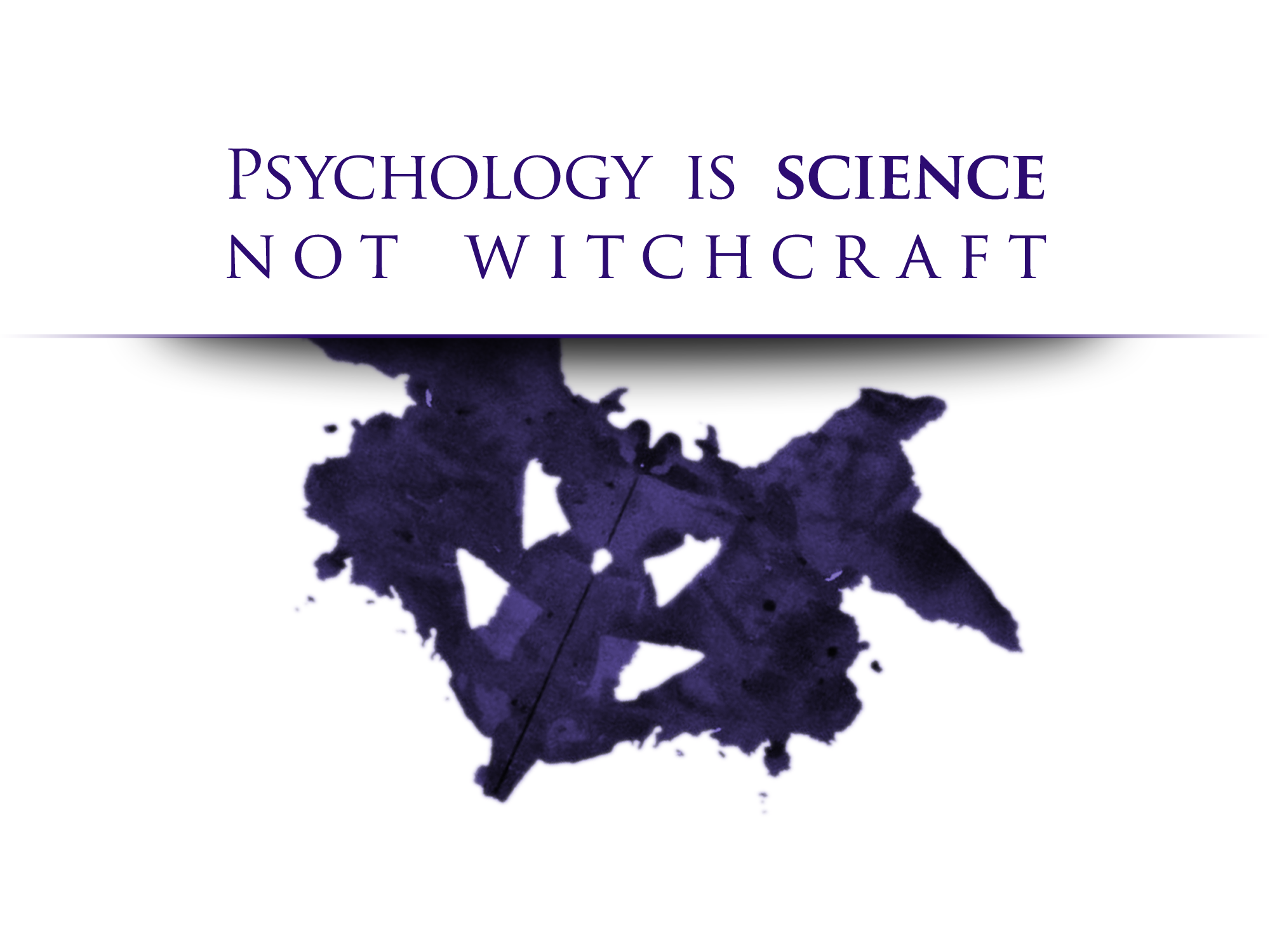
Logo van de KSP-campagne tegen persoonlijkheidstests zoals de rorschachtest

Onderzoek toont aan dat de rorschachtest slechts voor een zeer beperkt aantal zaken betrouwbaar en valide gebruikt kan worden; ook de Exner-methode voldoet niet aan de wetenschappelijke vereisten. Voor de klinische praktijk krijgt de test een onvoldoende score. Beweringen dat de rorschachtest bruikbaar is om psychopathie op te sporen worden eveneens tegengesproken door een meta-analyse. Het verschijnsel waar de rorschachtest op gebaseerd is, is tegenwoordig goed bekend in de psychologie en wordt pareidolia genoemd. Het is een bijproduct van onze patroonherkenning dat zo sterk is om gezichten en andere belangrijke informatie te zien, dat onze hersenen deze patronen herkennen waar er geen zijn.
In 2012 voerde de Poolse skeptische organisatie Klub Sceptyków Polskich (KSP) campagne tegen het gebruik van de rorschachtest, met name bij justitie. De actie werd toegejuicht door wetenschappers. Professor Dariusz Doliński van de School voor Sociale Psychologie in Warschau merkte op: "Ik weet dat conclusies over de menselijke persoonlijkheid, gebaseerd op wat er gezien wordt in inktvlekken, een reusachtige indruk kunnen maken op leken. Maar mensen die psychologie gestudeerd hebben, zouden moeten weten dat vrijwel niemand weet wat de test nou eigenlijk meet – als hij überhaupt meer meet dan de originaliteit van associaties."

## De tien platen van de rorschachtest
De tien platen van de rorschachtest, uit het in 1927 gepubliceerde boek: Rorschach Test - Psychodiagnostic Plates, met de meest voorkomende antwoorden, volgens Samuel Beck.

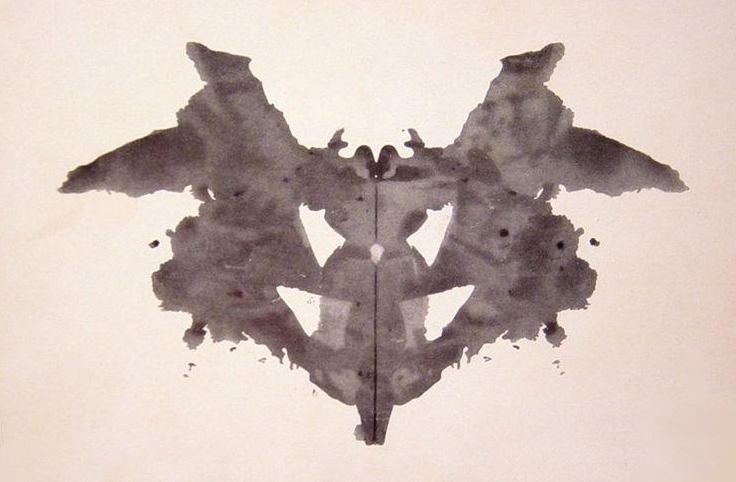
Plaat 1: vleermuizen, vlinders
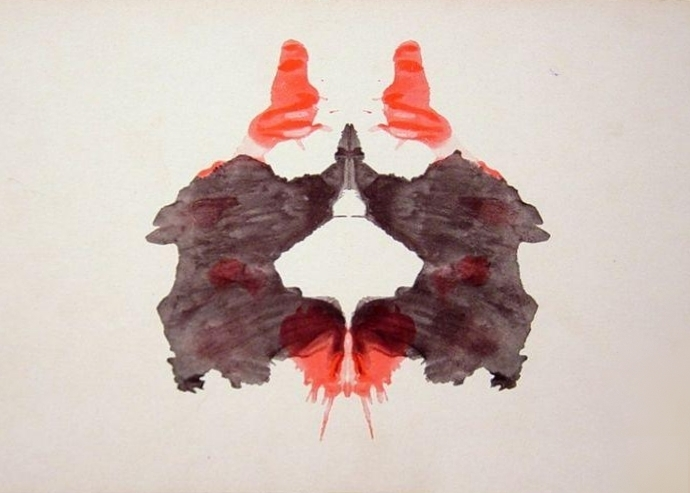
Plaat 2: twee mensen of beren
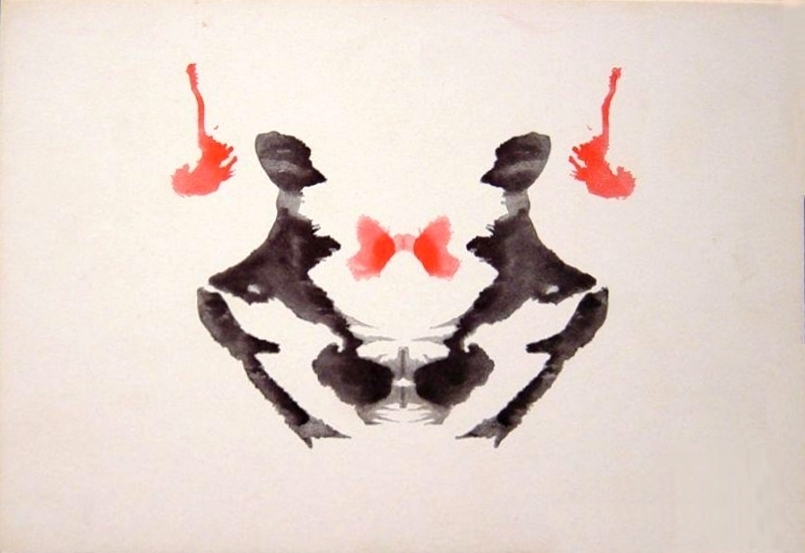
Plaat 3: twee mensen

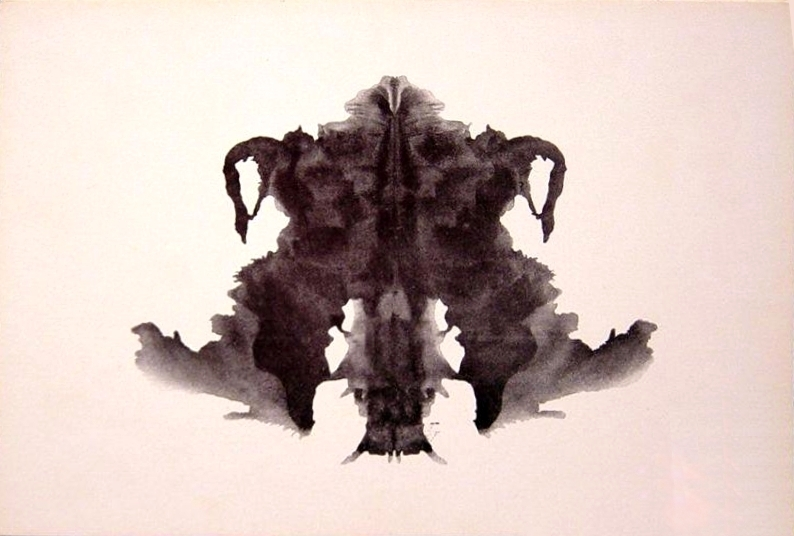
Plaat 4: dierenhuid, groot dier
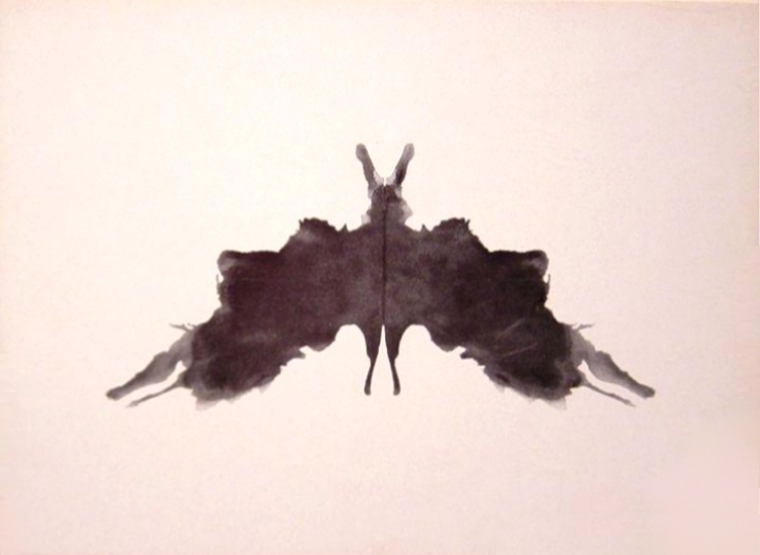
Plaat 5: vleermuis, vlinder
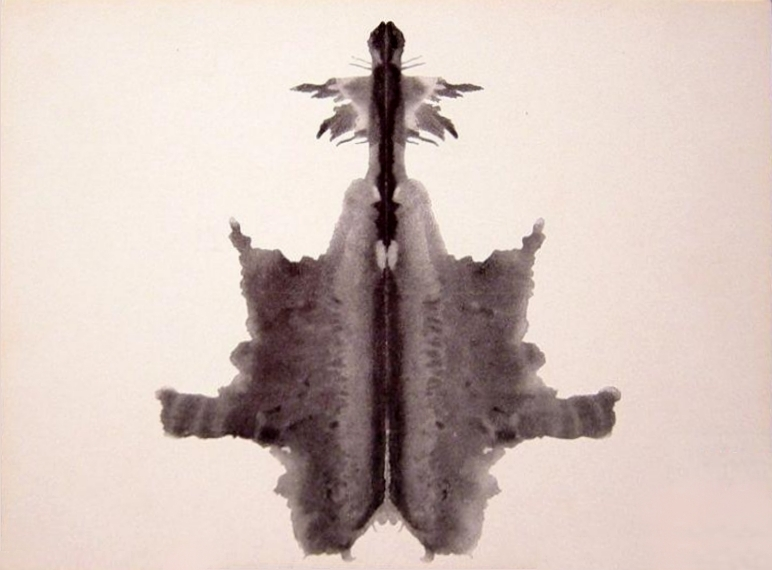
Plaat 6: dierlijke huid, pels, tapijt

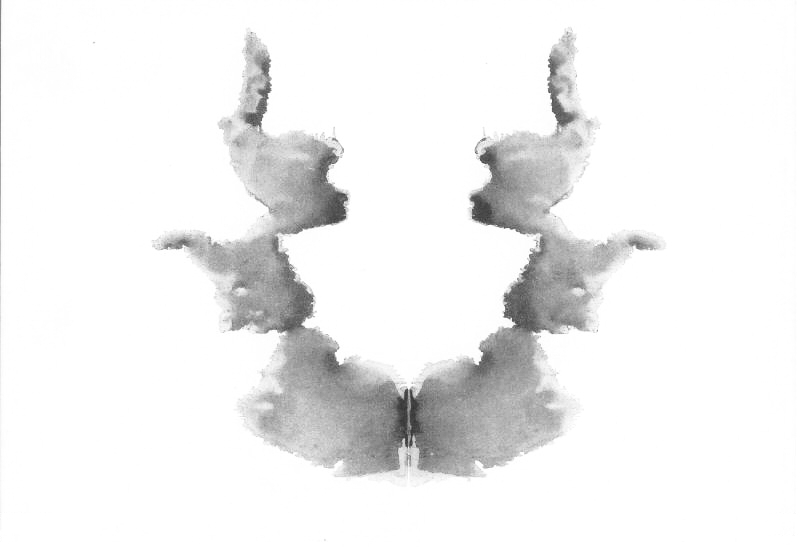
Plaat 7: menselijke hoofden, gezichten
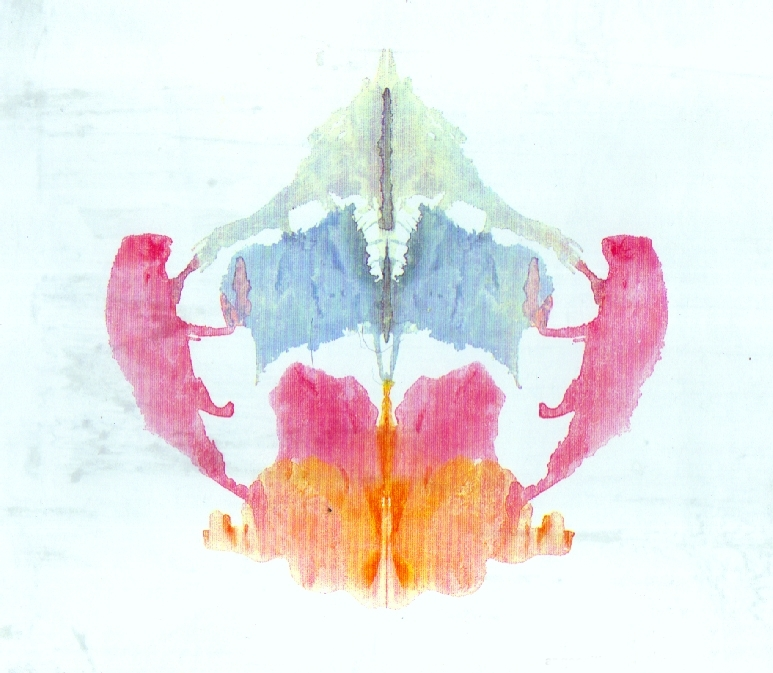
Plaat 8: roze: dier
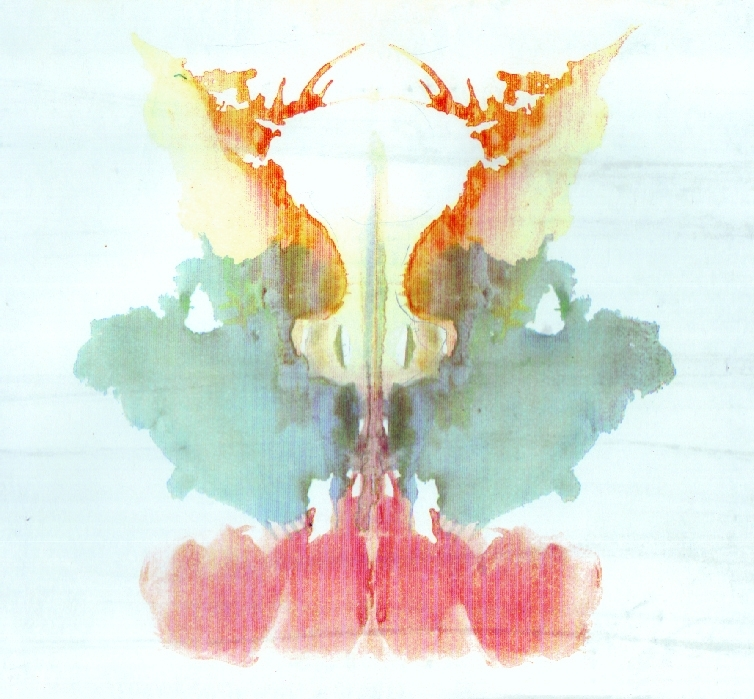
Plaat 9: oranje: de mens
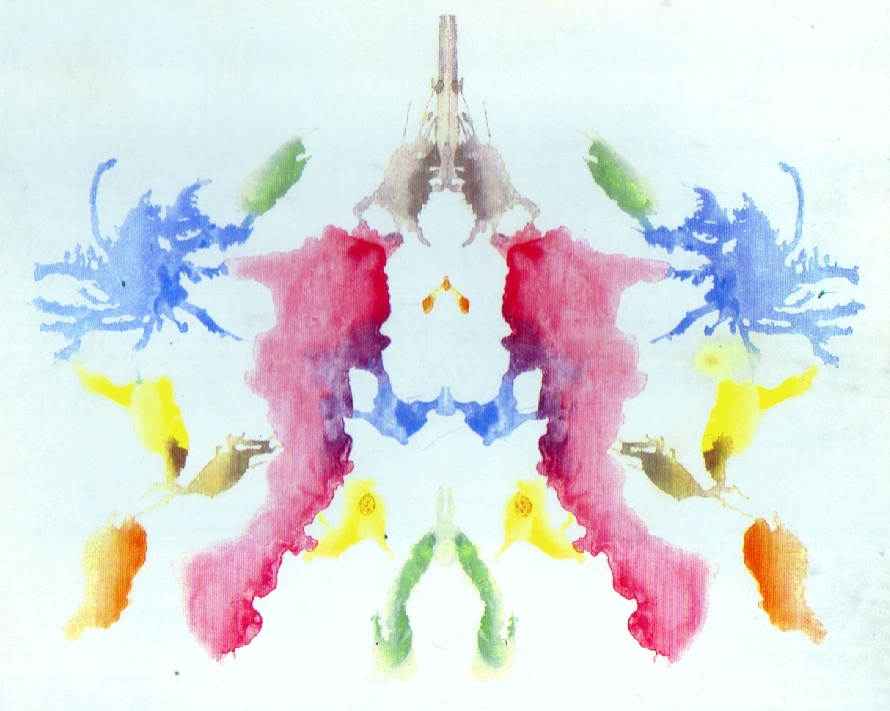
Plaat 10: blauw: krab, kreeft, spin